# Komplet & rariteter
Komplet & rariteter er navnet på et bokssæt med popduoen Labans samlede værker, som udkom i 2010.

## Indhold
- Laban, 1982
- Laban 2, 1983
- Laban 3, 1984
- Laban 4, 1985
- Laban 5, 1987
- Caught by surprise, 1986 (engelsk udgivelse)
- Roulette, 1987 (engelsk udgivelse)
- Rariteter, 2010

## Spor påRariteter
| #   | Titel                                                 | Længde |
| --- | ----------------------------------------------------- | ------ |
| 1.  | "Hvor ska' vi sove i nat?" (2009 natklub-edit)        | 3:15   |
| 2.  | "Så gør dog no'et ved' et"                            | 3:41   |
| 3.  | "5 plus 1"                                            | 3:42   |
| 4.  | "Giv mig en tid, giv mig et sted"                     | 3:08   |
| 5.  | "Det' en hemlig'hed"                                  | 2:53   |
| 6.  | "Illusion" (tysk version)                             | 3:01   |
| 7.  | "I close my eyes and count to ten"                    | 4:24   |
| 8.  | "Don't throw it all away"                             | 3:34   |
| 9.  | "Gimme a little sign"                                 | 2:58   |
| 10. | "Let your loving grow"                                | 4:15   |
| 11. | "Give me your love tonight"                           | 3:21   |
| 12. | "Lesson in love"                                      | 3:23   |
| 13. | "Far away"                                            | 2:43   |
| 14. | "Love in Siberia" (extended version)                  | 5:00   |
| 15. | "Caught by surprise" (extended version)               | 5:37   |
| 16. | "I close my eyes and count to ten" (extended version) | 6:55   |
| 17. | "Hvor ska' vi sove i nat?" (2009 natklub-version)     | 5:33   |